# Rosellinia rosarum
Rosellinia rosarum är en svampart som beskrevs av Niessl 1872. Rosellinia rosarum ingår i släktet Rosellinia och familjen kolkärnsvampar.   Inga underarter finns listade i Catalogue of Life.